# Кожемякин, Александр Дмитриевич
Алекса́ндр Дми́триевич Кожемя́кин (1899—1986) — советский председатель колхоза, Герой Социалистического Труда (1966).

## Биография
Родился 7 (19) августа 1899 года в деревне Демьянки Гомельского уезда Могилёвской губернии (ныне Добрушского района Гомельской области Белоруссии). Член ВКП(б)/ КПСС с 1927. Участник Гражданской и Великой Отечественной войн. В 1937-39 председательствовал в колхозе «Правда» Слуцогой района.
В 1944—1953 годах являлся председателем Борисовского, а затем Руденского районных исполнительных комитетов. Заместитель председателя Борисовского горисполкома.
С 1953 по 1971 год работал председателем колхоза имени Чкалова в Борисовском районе.
Депутат Верховного Совета БССР (1959—1963).